# Мухаммад Ширан Хілджі
Мухаммад Ширан (перс. محمد شيران خلجی; д/н—1208) — 3-й мусульманський володар Бенгалії у 1206—1208 роках.

## Життєпис
Походив з тюркського племені Халаджі, клані Хілджі. Син Мухаммада Бахтіяра, який перебував на службі у Гуридів. Брав участь разом з батьком в походах на півночі Індостану. Олизько
1295 року отримав в управління місто Нагаур. Згодом допомагав батькові в управлінні володіння в Мірзапурі. У 1203 році відзначився під час війни з імперією Сена.
Після захоплення Мухаммадом Бахтіяром західної Бенгалії призначається очільником усього війська. 1206 року перед походом на Тибет батько призначив Мухаммада Ширана намісником в Лахнауті. Але поразка і вбивством Бахтіяра родичем Алі Марданом, що оголосив себе правителем, змусила Ширана виступити проти нього. Отримав підтримку більшості емірів, внаслідок чого здолав та полонив заколотника, але невдовзі Алі Мардан втік до Делі.
Довідавшись про смерть султана Мухаммада Ґорі оголосив про незалежність. Втім його титул є до тепер предметом дискусії. Вже 1208 року стикнувся з вторгненням військ Каємаза Румі, валі (намісником) Ауду, що виступив за наказом делійського султана Кутб ад-Дін Айбека, якого підбирив Алі Мардан. В битві біля Кангорі Мухаммад Ширан зазнав поразки, після чого втік до Дінаджпура, де помер або був вбитий. бенгалію було приєднано до Делійського султанату. Її валі поставлено Іваза Хілджі.